# Astragalus longidentatus
Astragalus longidentatus är en ärtväxtart som beskrevs av Arthur Oliver Chater. Astragalus longidentatus ingår i släktet vedlar, och familjen ärtväxter. Inga underarter finns listade i Catalogue of Life.